# Cayo Bellamy
El Cayo Bellamy (en inglés: Bellamy Cay) es una isla en las Islas Vírgenes Británicas, que se encuentra totalmente dentro de la bahía Trellis en la isla de Beef. Anteriormente conocida como el Islote Blanco (Blanco Islet), esta isla debe su nombre a su residente más famoso, "Negro Sam" Bellamy, el "príncipe de los piratas".
Durante gran parte de su campaña de piratería muy corta pero exitosamente salvaje entre 1716 y 1717, Bellamy utilizó este islote como su base de operaciones, en tanto que los miembros de la tripulación utilizaron la protección de la bahía de Trellis para mantener su flota de barcos. Bellamy pronto se dio cuenta de que a partir del islote Blanco, así como desde la punta Sprat, los barcos podían navegar por el canal de Sir Francis Drake. Su presa favorita eran galeones españoles cargados de tesoros destinados al uso exclusivo del rey y de la reina de España.